# Izabela Szolc

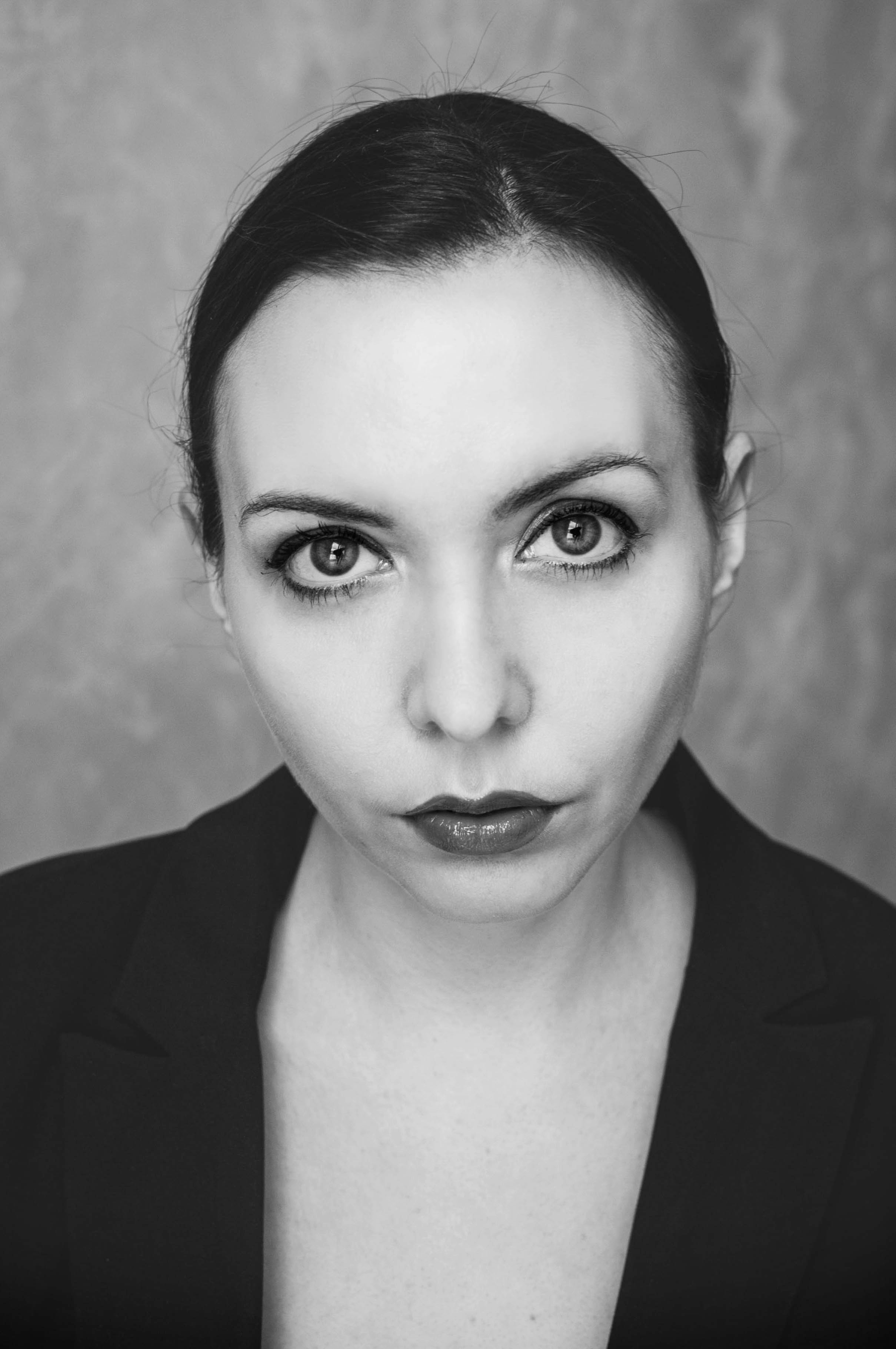
Izabela Szolc (2006)

Izabela Szolc (* 1978 in Łódź) ist eine polnische Schriftstellerin, Literaturkritikerin und Journalistin.

## Leben
Sie wurde in Polen zunächst durch ihre Fantasyromane bekannt. Inzwischen ist sie auch Autorin einer in Polen sehr erfolgreichen Krimitrilogie. In Deutschland ist ihre Prosa in Heyne Verlag und Prospero Verlag erschienen. Izabela Szolc lebt in einem Dorf nahe der polnischen Hauptstadt Warschau.

## Werke (Auswahl)
- Vatikan. (Watykan). Nowy Talizman, 1997.
  - deutsch: Vatikan. In: Wolfgang Jeschke (Hrsg.): Reptilienliebe. Internationale Science-Fiction Erzählungen. Heyne Verlag, München 2001, ISBN 3-453-17113-6.
- Alles beste. (Wszystkiego najlepszego). Zysk i Spółka, 2003.
- Die Welt aus Ebenholz. (Hebanowy świat). Fabryka Słów, 2003.
- Höhenangst. (Lęk wysokości). Zysk i Spółka, 2004.
- Jehannette. Runa 2004.
- Besessenheit. (Opętanie). Solaris 2004.
- Nachtshälfte. (Połowa nocy). Runa 2005.
  - deutsch: So dunkel die Nacht. Übersetzung Barbara Samborska. Prospero Verlag, Münster 2013, ISBN 978-3-941688-30-8.
- Die Tante kleiner Mädchen. (Ciotka małych dziewczynek). Wydawnictwo Nowy Świat, Warszawa 2007.
- Leiser Totschläger. (Cichy zabójca). (w wersji audio), Biblioteka Akustyczna, 2008.
  - deutsch: Ein stiller Mörder. Übersetzung Barbara Samborska. Prospero Verlag, Münster 2012, ISBN 978-3-941688-21-6.
- Die Nackte. Erzählungen. (Naga. Zbiór opowiadań).  Wydawnictwo Amea, Liszki 2010.
- Toter Punkt. (Martwy punkt). Wydawnictwo Nowy Świat, Warszawa 2010.
- Schwestern. (Siostry). Wydawnictwo Smak Słowa, Sopot 2012.
- Die Ehefrau des Schlachters. (Über Karl Denke). (Żona rzeźnika). Wydawnictwo Amea, Liszki 2013, ISBN 978-83-934098-9-1.